# Oudgriekse literatuur
De Oudgriekse literatuur is de literatuur in het Oudgrieks geschreven tot de 4e eeuw. Het oude Griekenland had al vroeg een rijke traditie, met namen als Homerus en Hesiodos, en zou tevens de Romeinse literatuur inspireren tot literaire werken van formaat. De literatuur van de 20e-21e eeuw is nog steeds in meer of minder mate beïnvloed door de literatuur die de Grieken meer dan twee millennia eerder creëerden.

## Archaïsche periode

### Epiek
- Homerus
  - Ilias
  - Odyssee, of Odyssea
  - Wereldbeeld in de homerische epiek
  - Andere werken aan Homerus toegeschreven
- Cyclische epen
- leerdicht
  - Hesiodos

### Lyriek
- Monodische lyriek: Alkaios - Sappho - Anacreon
- Koorlyriek: Alcman – Stesichorus – Ibycus – Simonides – Bacchylides – Pindarus
- Jambische poëzie: Archilochus - Semonides - Hipponax
- Elegie: Callinus – Tyrtaeus – Solon van Athene – Mimnermus – Theognis – Xenophanes

### Wetenschappelijk proza
Het proza kwam in de zesde eeuw v.Chr. op en werd toegeschreven aan Pherecydes van Syros. Deze tekstvorm maakte opgang in Ionië en bleek nuttig te zijn voor de publicatie van historiê, onderzoeksverslagen. Anders dan in het epos, dat vol bewondering opkeek naar wat goden en helden ooit deden, wordt hier het weetbare zakelijk en zelfs kritisch voorgesteld. Het werk van deze logografen vertoont een voorkeur voor inlichtingen gesteund op eigen waarneming, αυτοψία, of die van anderen, ιστορία, onderzoek, en ook voor anekdoten en novellen. Belangrijke vertegenwoordigers zijn bijvoorbeeld Hekataios van Milete, omstreeks 550 - 480 v.Chr., en Herodotus van Halikarnassos.

### Filosofie
De Griekse filosofie begon in de archaïsche periode, 7e/5e eeuw v.Chr., eveneens in Ionië. Niet alle filosofen schreven teksten, zoals Thales van Milete en Pythagoras van Samos. Sommigen schreven nog in verzen, zoals Xenophanes, Parmenides en Empedocles en waren qua stijl beïnvloed door Homerus. Anderen schreven in proza, zoals Heraclitus en Anaxagoras. Vaak bleven hun teksten kort en pregnant, wat mede komt omdat dergelijke werken vaak nog waren bedoeld om voor te lezen.

## Klassieke periode

### Dramatiek
- De Attische tragedie:
  - Aeschylus - Sophokles - Euripides
- Het saterspel
- komedie
  - Aristophanes

### Andere vormen van poëzie
De bloei van de dramatiek enerzijds en de retoriek zijn typische vormen van gemeenschapskunst en hebben ervoor gezorgd, dat voor de lyriek, waarin een persoonlijk gevoel wordt geuit, in deze periode een minder gunstige voedingsbodem geschapen.
Er zijn dan ook geen bekende lierdichters in deze periode.

### Creatief proza
- Geschiedschrijving: Herodotus - Thucydides - Xenophon
- de andere wetenschappelijke literatuur: in het 'Corpus Hippocraticum' zijn een vijftigtal traktaten bewaard over verscheidene medische problemen. Het is niet met zekerheid te achterhalen, welke hiervan door Hippocrates, ± 460 - na 380 v.Chr., zelf werden opgesteld. Het werk is ook zuiver literair niet onbelangrijk
- de retoriek: de Attische redenaars: Lysias - Isocrates - Demosthenes

### Filosofie
- de 'jongere natuurfilosofen' met hun poging de gevonden kennis te verenigen: Empedocles - Democritus - Anaxagoras
- De sofisten relativeren het traditionele waardensysteem: Protagoras - Hippias van Elis - Gorgias.
- De reactie op de sofisten betekende het hoogtepunt van de Griekse filosofie:
  - Socrates
  - en de Socratici Xenophon - Plato - Aristoteles

## Romeinse periode
Het klassieke Attisch werd opnieuw de richtnorm voor wie in het Grieks schreef, de 'herleving van het atticisme'.

### Poëzie
- Het epigram: belangrijke vertegenwoordigers
  - Philodemus van Gadara, 110-40 v.Chr., behoorde tot de kring rond Vergilius
  - Marcus Argentarius, begin van de christelijke tijdrekening
- De epiek
  - Quintus van Smyrna (biografische gegevens ?) schreef een vervolg op Homerus’ "Ilias"
  - Nonnus van Panopolis, 5de eeuw na Chr., schreef de Dionysiaca

### Proza
- De Geschiedschrijving of historiografie
  - Romeinse geschiedenis, in het Grieks
    - Dionysius van Halicarnassus, 2de helft 1e eeuw v.Chr.
    - Diodoros van Sicilië, een tijdgenoot van Julius Caesar en Augustus: schreef een wereldgeschiedenis tot de Gallische Oorlog
    - Lucius Cassius Dio, 155-235 na Chr.
    - Herodianus, 175-255, schreef de geschiedenis van de Romeinse Keizers na keizer Marcus Aurelius

  - niet-Romeinse aangelegenheden:
    - Flavius Josephus (37-100 v.Chr.) schreef over Joodse geschiedenis en gebruikte als belangrijke bron de Bijbelse teksten
    - de 'princeps' Claudius I, 10-54 na Chr., schreef in het Grieks over Etruskische en Carthaagse geschiedenis. Hij was een verdienstelijk en productief auteur, maar werd door zijn tegenstanders niet ernstig genomen en zijn werk ging nagenoeg volledig verloren.
    - Arrianos, ± 95 tot 175 na Chr., schreef over Alexander de Grote en over de diadochen

  - De biografie:
    - Plutarchus, 'de wijze van Chaeronea', 46-120 n.Chr., schreef levensbeschrijvingen van historische figuren
    - Diogenes Laërtius (eind 3e eeuw) schreef een belangrijk verzamelwerk over de oudere filosofen

  - aardrijkskunde: twee belangrijke vertegenwoordigers:
    - Pausanias, 120 - ?, schreef een reisgids voor het Griekenland van zijn tijd
    - Strabo, 64 v.Chr. - 19 na Chr., beschreef alle in zijn tijd bekende landstreken rond de Middellandse Zee
- De filosofie
  - het stoïcisme
    - Epictetus, ± 50 tot 130 na Chr., en Arrianos
    - keizer Marcus Aurelius, 121-180 na Chr.

  - andere stromingen:
    - de tweede sofistiek: Lucianus, 120-ca.180
    - het neoplatonisme: Plotinus 204-269 - Porphyrius 232-304 - Jamblichus † ca. 330
    - de Peripatetische School
    - het scepticisme: als gevolg van de vele filosofische richtingen die elkaar tegenspreken, kwam men tot het besluit dat de mens zich moet onthouden van elke stellingname, maar tevreden stellen met het onderzoek, σκήψις, van voor en tegen
    - het eclecticisme: onder invloed van de praktische ingesteldheid van de Romeinen, die de filosofie nooit als een doel op zich beschouwden, ging men in elk stelsel zoeken, <εκ-λέγειν, wat het meest bruikbaar was, om het tot een eigen wereldbeeld op te bouwen
    - het syncretisme: onder invloed van Oosterse denkstromingen en onder meer de Joodse en christelijke leer komt men ertoe elementen uit alle bekende filosofische strekkingen op te nemen en tot één geheel te verwerken, <συγ-κεράννυναι
- Een nieuw genre ziet het levenslicht: de roman
  - Xenophon van Efese, 1e eeuw
  - Chariton, 2e eeuw
  - Achilles Tatius, 3e eeuw en Heliodorus van Emessa,
  - Longus, 3e / 4e eeuw

## Invloed
De Oudgriekse literatuur had invloed op later de Byzantijnse, de Griekse literatuur van na de Val van Constantinopel en de Romeinse literatuur.